# HD 122562
HD 122562 — двойная звезда в созвездии Волопаса на расстоянии приблизительно 173 световых лет (около 53,1 парсек) от Солнца. Видимая звёздная величина звезды — +7,84m. Возраст звезды определён как около 7,97 млрд лет.
Объект околопланетной массы HD 122562 b открыт группой астрономов в 2016 году.

## Характеристики
Первый компонент — жёлтая звезда спектрального класса G5. Масса — около 1,093 солнечной, радиус — около 2,214 солнечных, светимость — около 2,577 солнечных. Эффективная температура — около 4919 K.
Второй компонент (HD 122562 b) — коричневый карлик. Масса — не менее 24 юпитерианских. Орбитальный период — около 2777 суток (7,603 года). Удалён в среднем на 4,1 а.е..

## Планетная система
В 2019 году учёными, анализирующими данные проектов HIPPARCOS и Gaia, у звезды обнаружена планета HIP 68578 c.